# Cervejaria Eisenbahn
Cervejaria Eisenbahn is een Braziliaanse microbrouwerij in Blumenau, Santa Catarina. De brouwerij maakt deel uit van de brouwerijgroep Brasil Kirin. De Duitse naam betekent in het Nederlands "spoorweg".

## Geschiedenis
De microbrouwerij werd op 25 juli 2002 opgericht door Juliano Mendes in Blumenau, een stad in het zuiden van Brazilië, waar een groot deel van de bevolking van Duitse afkomst is. Een groot aantal van de bieren worden dan ook naar Duitse bierstijlen gebrouwen en volgens het Reinheitsgebot uit 1516. In Blumenau wordt ook het grootste oktoberfest van Zuid-Amerika georganiseerd.
De eerste drie bieren die in 2002 uitgebracht werden, waren Pale Ale, Dunkel en Pilsen, gevolgd door Weihnachts Ale, Weizenbier (2003), Pilsen Natural (het eerste biobier in Brazilië), Weizenbock (2004), Kölsch, Rauchbier (2005), Strong Golden Ale, Lust (2006), Eisenbahn 5 en [Lust Prestige (2007).
In 2005 nam de brouwerij voor het eerst deel aan het Oktoberfest en Eisenbahn was de enige Braziliaanse brouwerij die hun bieren mocht schenken in de Galeries Lafayette tijdens de viering van het "Jaar van Brazilië" in Parijs. In 2007 is de brouwerij te gast bij het Great British Beer Festival. In 2008 werd ter gelegenheid van de 25ste verjaardag van het Oktoberfest in Blumenau voor de eerste maal het seizoensbier Eisenbahn Oktoberfest in gelimiteerde oplage uitgebracht.
In mei 2008 werd de brouwerij opgekocht door de Grupo Schincariol (het huidige Brasil Kirin) uit São Paulo, waardoor de bieren over geheel Brazilië beschikbaar werden.

## Bieren
- Eisenbahn Dunkel, roodbruine lager met een alcoholpercentage van 4,8%
- Eisenbahn Kölsch, blond bier, type Kölsch met een alcoholpercentage van 4,8%
- Eisenbahn Pale Ale, blonde ale met een alcoholpercentage van 4,8%
- Eisenbahn Pilsen, blonde pils met een alcoholpercentage van 4,8%
- Eisenbahn Pilsen Natural, blonde biologische pils met een alcoholpercentage van 4,8%
- Eisenbahn Weihnachts Ale, amber kerstbier met een alcoholpercentage van 6,3%
- Eisenbahn Weizenbier, blond weissbier met een alcoholpercentage van 4,8%
- Eisenbahn Weizenbock, bruin bokbier met een alcoholpercentage van 8%
- Eisenbahn Rauchbier, donker amber rauchbier met een alcoholpercentage van 6,5%
- Eisenbahn Strong Golden Ale, blond bier met een alcoholpercentage van 8,5%
- Eisenbahn Oktoberfest, goudblond bier met een alcoholpercentage van 6%
- Eisenbahn 5, amber lager met een alcoholpercentage van 5,4%
- Eisenbahn Lust, blond bier volgens de méthode traditionnelle, met een alcoholpercentage van 11,5%
- Eisenbahn Lust Prestige, blond bier volgens de méthode traditionnelle, met een alcoholpercentage van 11,5%

## Alcoholische drank
- Eisenbahn Bierlikor, bierlikeur met een alcoholpercentage van 30,47%

## Onderscheidingen
- European Beer Star 2008 - Bronzen medaille in de categorie German Style Schwarzbier voor Eisenbahn Dunkel
- European Beer Star 2008 - Bronzen medaille in de categorie Mild Beer voor Eisenbahn Pilsen
- Australian International Beer Awards 2008 – 3 zilveren medailles, voor Eisenbahn Dunkel, Eisenbahn Weizenbock en Eisenbahn Lust
- World Beer Awards 2008 - World’s Best Vienna Red in de categorie Premium Lager voor Eisenbahn 5
- World Beer Awards 2008 - World’s Best Kölsch in de categorie Standard Pale Ale voor Eisenbahn Kölsch
- World Beer Cup 2008 - Bronzen medaille in de categorie German Style Schwarzbier voor Eisenbahn Dunkel
- European Beer Star 2009 - Zilveren medaille in de categorie South German Style Weizenbock Dark voor Eisenbahn Weizenbock
- European Beer Star 2009 - Gouden medaille in de categorie German Style Schwarzbier voor Eisenbahn Dunkel
- Australian International Beer Awards 2009 - Gouden medaille in de categorie Dark Lager voor Eisenbahn Dunkel
- Australian International Beer Awards 2009 - Zilveren medaille in de categorie German Style Dark voor Eisenbahn Weizenbock
- Australian International Beer Awards 2009 – 6 bronzen medailles voor Eisenbahn A Damo do Lago, Eisenbahn Pilsen, Eisenbahn Weizenbier, Eisenbahn Kölsch, Eisenbahn Pale Ale en Eisenbahn Rauchbier
- South Beer Cup, Argentinië 2011 – Zilveren medaille in de categorie Golden Ale voor Eisenbahn Strong Golden Ale
- South Beer Cup, Argentinië 2011 – Zilveren medaille in de categorie Dunkel voor Eisenbahn Dunkel
- South Beer Cup, Argentinië 2011 – Bronzen medaille in de categorie Belgian Dark Ale voor Eisenbahn São Sebá
- World Beer Awards 2011 - Americas Best Premium Pale Ale voor Eisenbahn Pale Ale
- World Beer Awards 2011 - Americas Best Flavoured Lager voor Eisenbahn Rauchbier
- World Beer Awards 2011 - Americas Best Grain-only Wheat Beer voor Eisenbahn Weizenbier
- Australian International Beer Awards 2011 - Zilveren medaille in de categorie Dark Lager voor Eisenbahn Dunkel
- Australian International Beer Awards 2011 – 2 bronzen medailles, voor Eisenbahn 5 en Eisenbahn São Sebá
- Australian International Beer Awards 2012 - Bronzen medaille in de categorie German Style Schwarzbier voor Eisenbahn Dunkel
- Australian International Beer Awards 2012 - Zilveren medaille in de categorie Best Belgian & French Style Ale voor Eisenbahn Lust
- South Beer Cup, Brazilië 2012 – Zilveren medaille in de categorie Dunkel voor Eisenbahn Dunkel